# Giampiero de Carli
Pour les articles homonymes, voir Carli.
Pas d'image ? Cliquez ici

a Compétitions nationales et continentales officielles uniquement.

b Matchs officiels uniquement.
Dernière mise à jour le 7 février 2024.
Giampiero de Carli, né le 17 mars 1970 à Rome (Italie), est un joueur de rugby à XV qui évolue pour l'équipe d'Italie, jouant pilier, d'1,84 m pour 112 kg. En 2006, il se reconvertit comme entraîneur.

## Biographie
Giampiero de Carli a honoré sa première cape internationale avec l'équipe d'Italie le 16 janvier 1996 à Cardiff contre le pays de Galles (match perdu 31-26). 
Il a disputé 35 matchs de la Coupe d'Europe.
Après sa carrière de joueur, il devient entraîneur de Rugby Calvisano en compagnie de Marc Delpoux, avec qui il sera champion d'Italie en 2008.
En 2012, il retrouve Marc Delpoux à l'USA Perpignan. En 2014, après deux saisons passées au club et une relégation, il quitte l'USAP pour rejoindre la sélection nationale de l'Italie. Il occupe le poste d'entraîneur des avants de la Squadra Azzurra jusqu'en 2021.
En 2022, il retourne entraîner Calvisano. Il quitte le club au bout d'une saison, à la suite de la relégations pour problèmes financiers. Il rejoint dans la foulée le CUS Torino.

## Carrière de joueur

### Équipe nationale
- 34 sélections avec l'équipe d'Italie de 1996 à 2003
- 5 essais
- 25 points
- Sélections par année : 1 en 1996, 2 en 1997, 6 en 1998, 6 en 1999, 3 en 2000, 8 en 2001, 5 en 2002, 3 en 2003
- Tournoi des Six Nations disputés: 2000, 2001, 2002, 2003.
- Coupe du monde de rugby disputée: aucune.

### Palmarès en club
- Champion d'Italie : 2005
- Vainqueur de la Coupe d'Italie : 2004
- champion de France:  1999-2000

| Saison      | Équipe                 | Division | Poste  | Classement             | Coupe d'Europe   | Challenge Européen     |
| ----------- | ---------------------- | -------- | ------ | ---------------------- | ---------------- | ---------------------- |
| 2006 - 2007 | Rugby Calvisano Italie | Super 10 | Avants | Éliminé en demi-finale | -                | Éliminé en poule       |
| 2007 - 2008 | Rugby Calvisano Italie | Super 10 | Avants | Champion d'Italie      | -                | Éliminé en poule       |
| 2008 - 2009 | Rugby Calvisano Italie | Super 10 | Avants | Éliminé en demi-finale | Éliminé en poule | -                      |
| 2012 - 2013 | USA Perpignan France   | Top 14   | Avants | 7e                     | -                | Éliminé en demi-finale |
| 2013 - 2014 | USA Perpignan France   | Top 14   | Avants | 13e                    | Éliminé en poule | -                      |

### Palmarès
- Champion d'Italie : 2008 (Rugby Calvisano)